# Sandra Toft
Sandra Toft Galsgaard (Gribskov, 18 de octubre de 1989) es una jugadora de balonmano danesa que juega de portera en el Győri ETO KC. Es internacional con la selección femenina de balonmano de Dinamarca.
Fue nombrada mejor jugadora del mundo en 2021.

## Palmarés

### Team Tvis Holstebro
- Copa EHF femenina (1): 2013

### Larvik HK
- Liga de Noruega de balonmano femenino (3): 2015, 2016, 2017
- Copa de Noruega de balonmano femenino (3): 2015, 2016, 2017

### Team Esbjerg
- Liga de Dinamarca de balonmano femenino (1): 2019

### Brest Bretagne Handball
- Liga de Francia de balonmano femenino (1): 2021
- Copa de Francia de balonmano femenino (1): 2021

### Győri ETO KC
- Champions League (2): 2024, 2025[3]

### Selección danesa
| Juegos Olímpicos   | Juegos Olímpicos | Juegos Olímpicos  | Juegos Olímpicos |
| Año                | Lugar            | Medalla           |                  |
| ------------------ | ---------------- | ----------------- | ---------------- |
| 2024               | París            | Medalla de bronce |                  |
| Campeonato Mundial |                  |                   |                  |
| Año                | Lugar            | Medalla           |                  |
| 2021               | España           | Medalla de bronce |                  |

## Clubes
| Club                    | País      | Año         |
| ----------------------- | --------- | ----------- |
| Virum-Sorgenfri HK      | Dinamarca | 2006 - 2007 |
| Team Tvis Holstebro     | Dinamarca | 2007 - 2014 |
| Larvik HK               | Noruega   | 2014 - 2017 |
| Team Esbjerg            | Dinamarca | 2017 - 2019 |
| Brest Bretagne Handball | Francia   | 2019 - 2022 |
| Győri ETO KC            | Hungría   | 2022 - Act. |